# Vjutemás

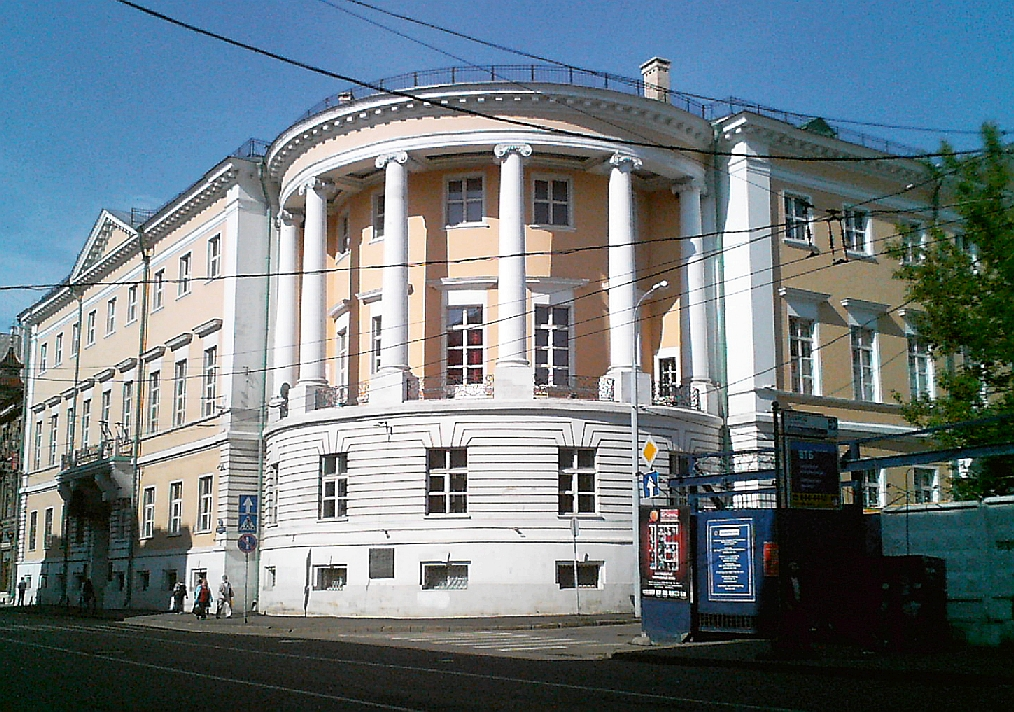
Edificio que ocupó Vjutemás en la calle Miasnítskaya, 21.

Vjutemás (en ruso: Вхутемáс, acrónimo de Высшие художественно - технические мастерские, «Talleres de Enseñanza Superior del Arte y de la Técnica») fue una escuela estatal de arte y técnica de Moscú, RSFS de Rusia, creada en 1920 por decreto del gobierno soviético. Los talleres fueron establecidos por un decreto firmado por Vladímir Lenin con la intención, en palabras del gobierno soviético, de «preparar maestros artistas de las más altas calificaciones para la industria, constructores y administradores de la educación técnico-profesional». La escuela tenía 100 miembros en la planta docente y una matrícula de 2500 estudiantes. Vjutemás fue formada por la fusión de dos escuelas: la Escuela de Pintura, Escultura y Arquitectura de Moscú y la Escuela Stróganov de las Artes e Industria de Moscú (en). Los talleres tenían facultades artísticas e industriales; en la facultad de arte se dictaban cursos de gráfica, escultura y arquitectura, mientras que en la industrial se dictaban cursos sobre impresión, textiles, cerámica, madera y metalurgia.
Fue un centro de los tres principales movimientos de vanguardia en el arte y la arquitectura: el constructivismo, el racionalismo y el suprematismo. En los talleres, los docentes y los estudiantes transformaron la visión del arte y la realidad con el uso de geometría precisa con un énfasis en el espacio, en una de las grandes revoluciones en la historia del arte. Durante 1926, la escuela fue reorganizada bajo un nuevo rector y el nombre fue cambiado de "Talleres" a "Instituto" (Вхутеин, Высший художественно-технический институт), o Vjuteín. Finalmente y tras diez años de existencia, fue disuelta en 1930, luego de presiones internas y políticas. Los docentes, estudiantes y la herencia se dispersaron en otras seis escuelas.

## Surgimiento
El surgimiento del Vjutemás está rodeado de hechos históricos como la Revolución rusa de octubre de 1917, las reformas y crisis de la educación artística como consecuencia de esta y los movimientos de vanguardia artística de principios del siglo XX.

### Contexto histórico político
En 1918, por una iniciativa del Departamento de Bellas Artes (IZO), dependiente del Comisariado del Pueblo para la Instrucción (Narkomprós), se crea un Programa del Arte que planteaba dar una definición básica a la función del arte en la sociedad socialista, reorganizar las instituciones artísticas, elevar la artesanía a la categoría de arte, etc. El programa, intentaba cubrir una necesidad de establecer Talleres Estatales Libres en reemplazo de las academias (con una marcada doctrina clasicista y rutinaria). Así surgen los dos Talleres Libres de Moscú: Escuela Industrial Stróganov y la Escuela de Pintura, Escultura y Arquitectura. En 1920, los docentes y estudiantes de ambas instituciones, se plantean la fusión y unificación de estas para crear una escuela de artes y oficios. Finalmente, el 29 de noviembre de 1920, mediante un decreto firmado por Vladímir Lenin, se crea el Vjutemás. La nueva escuela tenía como función, formar artistas para la industria y buscó una vía de salida para la crisis de la educación artística que había en Rusia y el resto de Europa.

### Contexto en las artes plásticas

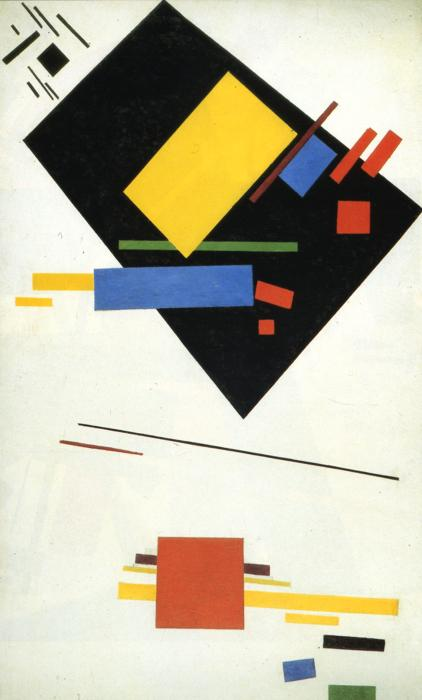
Composición suprematista de Malévich, estilo influenciador del constructivismo ruso.

En 1913, Mijaíl Lariónov plantea el Manifiesto del rayonismo, una síntesis del futurismo, el cubismo y el orfismo, en el cual reivindica la presencia de la luz en la composición considerada como una cuarta dimensión. Junto con su esposa, Natalia Goncharova descomponen los objetos en abstractos diagramas de haces de rayos, liberando a los objetos de la realidad física transformándolos en radiación pura.
En 1915, Kazimir Malévich, junto con Lariónov y Vladímir Mayakovski, publica el Manifiesto del suprematismo que «propone la liberación de la determinación sensorial, es decir de la experiencia objetiva; la pintura suprematista de Malévich se declara contra toda deformación del espacio ilimitado que, libre de toda dimensionalidad y mensurabilidad, debe representar la substancia absoluta que es igual al espíritu puro». Malévich consideraba que había que liberar el arte de todo el peso inútil del objeto, evidenciándose en su obra con el empleo de formas puras como círculos, rectángulos o triángulos, colores básicos. Así se alejó de la pintura figurativa y sentó las bases del neoplasticismo holandés y del constructivismo ruso.
Al mismo tiempo, pero por otro lado, Vladímir Tatlin plantea el constructivismo y Aleksandr Ródchenko la no-objetividad (del ruso bespredmétnost, es decir sin objetos), que tienen en común el abandono de todo referente objetual y la construcción de una nueva realidad a partir de la nada. A partir de la influencia recibida por parte de los collages de Pablo Picasso y Braque, Tatlin comienza a hacer sus primeras obras constructivistas, los contrarrelieves, que consistían en murales abstractos construidos con madera, perfiles de metal, alambre, etc. Más tarde, en 1919, estos contrarrelieves perfilarían el diseño del Monumento a la Tercera Internacional, considerado la principal obra del constructivismo.
Cuando una fracción de los constructivistas, como Tatlin, Ródchenko y El Lissitzky anuncian la muerte del arte mismo y se proclaman productivistas, toman una posición extrema con una intención precisa; querer hacer del arte uno de los sectores del trabajo manual y de la producción económica. Tatlin proponía que el artista plástico participe en la producción de artículos utilitarios. Aunque la mayoría de los suprematistas y constructivistas estrictos no estaban de acuerdo, Malévich finalmente adoptará el productivismo en cierta medida.

## El Curso Básico
El curso preliminar básico fue una parte importante del nuevo método de enseñanza que se desarrolló en Vjutemás, y se hizo obligatorio para todos los estudiantes, independientemente de su futura especialización. Este se basaba en una combinación de disciplinas artísticas y científicas. Durante el curso básico, los estudiantes tenían que aprender el lenguaje de las formas plásticas, y cromatismo. El dibujo se consideró una base de las artes plásticas, y los estudiantes investigaron las relaciones entre el color y la forma, así como los principios de composición espacial. Era similar al curso básico de la Bauhaus, en el cual todos los estudiantes del primer año estaban obligados a asistir, pero a diferencia de este, dio una base más abstracta a los trabajos técnicos en los estudios. A principios de 1920, este curso básico constaba de los siguientes elementos:
1. La máxima influencia de los colores (por Liubov Popova),
2. Forma a través de color (Aleksandr Osmiorkin),
3. El color en el espacio (Aleksandra Ekster),
4. El color en el plano (Iván Kliun),
5. Construcción (Aleksandr Ródchenko),
6. La simultaneidad de la forma y el color (Aleksandr Drevin),
7. El volumen en el espacio (Nadezhda Udaltsova),
8. Tutela por Vladímir Baránov-Rossiné[14]

## La Facultad de Arte
Los principales movimientos en el arte que influyeron en la educación de Vjutemás fueron el constructivismo y el suprematismo, aunque los alumnos eran lo suficientemente versátiles como para caber, o no, en varios movimientos artísticos, y a menudo, en varios departamentos de enseñanza y en trabajos con diversos medios. La figura líder del arte suprematista, Kazimir Malévich, se unió al staff docente de Vjutemás en 1925, sin embargo su grupo UNOVIS, de la escuela de arte de Vítebsk, que incluyó a El Lissitzky, exhibieron en Vjutemás antes, en 1921. Si bien el constructivismo aparentemente fue desarrollado como una forma de arte en la gráfica y escultura, tenía como su tema subyacente la arquitectura y la construcción. Esta última influencia impregnó la escuela. La educación artística en Vjutemás tendía a ser multidisciplinaria, que se deriva de sus orígenes como una fusión entre un colegio de bellas artes y una escuela artesanal. También contribuye a esto, la generalidad del curso básico, que continuaba aun después de que los estudiantes se especializaban y se complementó con un profesorado versátil. Vjutemás cultivó maestros multiespecialistas en el molde del Renacimiento, muchos, con logros en la gráfica, la escultura, el diseño de productos, y la arquitectura. Había pintores y escultores que solían realizar proyectos relacionados con la arquitectura; los ejemplos incluyen la Torre de Tatlin, los Architektons de Malévich, y las Construcciones Espaciales de Ródchenko. Los artistas se trasladaban entre los departamentos, como Ródchenko, desde el de pintura al de metalurgia. Gustav Klutsis, quien fue jefe de un taller sobre teoría de color, también se trasladó desde el de pintura y obra escultórica al de stands de exposición y quioscos. El Lissitzky, que se habían formado como arquitecto, también trabajó en una amplia sección transversal de medios tales como gráfica, impresión y diseño de exposiciones.

## La Facultad Industrial

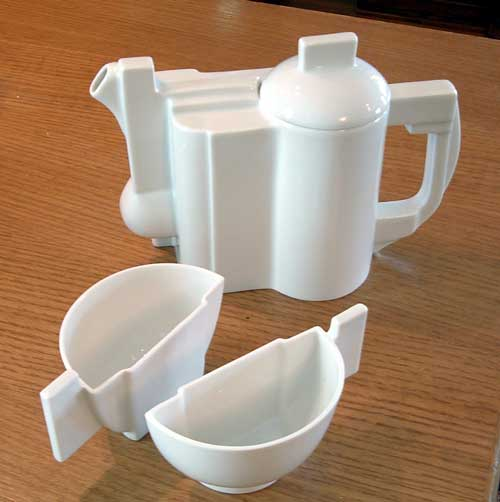
Tetera y tazas constructivistas diseñadas por Kazimir Malévich en 1932.

La facultad industrial tenía la tarea de preparar artistas de un nuevo tipo, artistas capaces de trabajar no solo en las artes plásticas y pictóricas tradicionales, sino también capaces de crear todos los objetos del entorno humano, como los artículos de la vida cotidiana, los instrumentos de trabajo, etc. La producción industrial en este departamento Vjutemás se esforzaba por crear productos de viabilidad económica y con la funcionalidad que requería la sociedad de ese entonces. La política basada en las clases necesitaba de artistas dirigidos hacia la artesanía y el diseño de productos industriales o domésticos. Hubo una fuerte presión a este respecto por el Comité Central del Partido Comunista de la Unión Soviética, que, en 1926, 1927 y 1928, requirieron un cuerpo de estudiantes compuestos «de orígenes trabajadores y campesinos», y varias demandas de elementos de la "clase trabajadora". Este diseño para impulsar la economía, dio lugar a una tendencia hacia el trabajo, con diseños funcionales de lujos minimizados. Las mesas diseñadas por Ródchenko, por ejemplo, estaban equipadas con partes mecánicas movibles, estandarizadas y multifuncionales.
Los productos diseñados en Vjutemás nunca salvaron la brecha que existía entre los talleres y las fábricas de producción, a pesar de que se cultivaba la estética de las fábricas (Popova, Stepánova, y Tatlin incluso diseñaron prendas de vestir para trabajadores industriales.) El mobiliario construido en Vjutemás exploró las posibilidades de los nuevos materiales industriales tales como la madera contrachapada y el tubo de acero.
Hubo muchos éxitos para los departamentos, que luego irían a influir en el futuro pensamiento del diseño. En la Exposición de Artes Decorativas de 1925 en París, el pabellón de la Unión Soviética diseñado por Konstantín Mélnikov y su contenido, atrajo tanto las críticas como las alabanzas por su arquitectura económica y de la clase trabajadora. Uno de los temas centrales de las críticas fue la "desnudez" de la estructura, en comparación con otros pabellones de lujo como los de Jacques Émile Ruhlmann. Aleksandr Ródchenko diseñó un club de trabajadores, y el mobiliario de la Facultad de Trabajo en Madera y Metal (Дерметфак) que contribuyeron al éxito internacional de su obra. Los estudiantes ganaron varios premios, y el pabellón de Mélnikov ganó el Grand Prix. Como una nueva generación de artistas y diseñadores, los estudiantes y el profesorado en Vjutemás allanaron el camino para el diseño de mobiliario que más tarde desarrollarían arquitectos, como Marcel Breuer y Alvar Aalto, durante el siglo XX.

### El Departamento de Metalurgia y Madera
El decano de este departamento fue Aleksandr Ródchenko, que fue nombrado para ocupar el cargo en febrero de 1922. El departamento de Ródchenko era más abarcativo de lo que el nombre sugiere, concentrándose en ejemplos concretos y abstractos del diseño de producto. En un informe de 1923 al rector, Ródchenko enumera los siguientes temas que le fueran ofrecidos, como: matemáticas superiores, geometría descriptiva, mecánica teórica, física, la historia del arte y la política de alfabetización. Las tareas teóricas incluyeron el diseño gráfico y la "disciplina volumétrica espacial"; Mientras que la experiencia práctica se dio en el trabajo de fundición, acuñación, grabado y electrotipo, además de las pasantías en las fábricas. La aproximación y enfoque de Ródchenko combinaba efectivamente arte y tecnología, y se le ofreció el decanato de Vjuteín en 1928, aunque él se negó. El Lissitzky también era miembro de este departamento.

### El Departamento de Textiles
El departamento de textiles fue dirigido por la diseñadora constructivista Varvara Stepánova. Como en los otros departamentos, la educación se desarrollaba en líneas utilitarias, pero Stepánova alentó a sus estudiantes a interesarse por la moda: se les dijo que llevaran cuadernos consigo para que pudieran observar y registrar los tejidos y de la estética contemporánea de la vida cotidiana como se podía apreciar en la vía pública. Stepánova escribió en 1925 sobre su supuesto plan, fundamentando que esto se hizo "con el objetivo de elaboración de métodos para una conciencia consciente de las exigencias que se nos impone por las nuevas condiciones sociales". Liubov Popova fue también miembro de la facultad textil, y en 1922, cuando se las contrató a diseñar telas para la Fábrica de Textiles Impresos del Primer Estado, Popova y Stepánova fueron las primeras diseñadoras mujeres en la industria textil Soviética. Popova diseñó productos textiles con geometrías arquitectónicas asimétricas. Antes de su muerte en 1924, Popova produjo telas con grillas impresas de hoces y martillos, que son anteriores a la labor de otros en el clima político del Primer Plan Quinquenal.

## Las escuelas de arquitectura

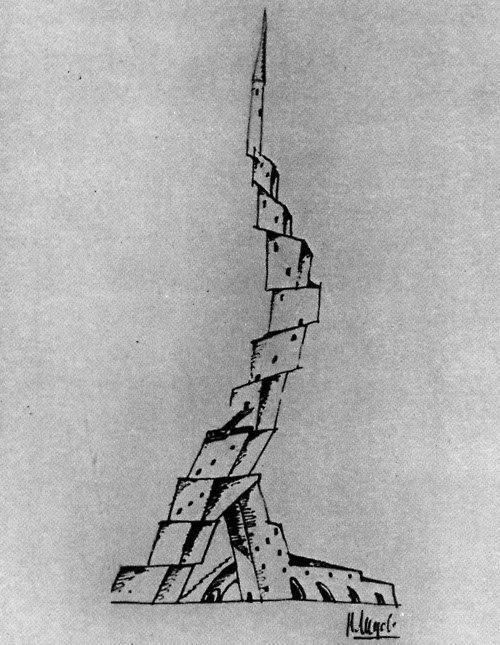
Croquis de Ladovski que realizó durante su paso por Vjutemás.

La formación arquitectónica del Vjutemás se dividió en dos campos: el de la escuela neoclásica de Iván Zholtovski, el primer decano del Departamento de Arquitectura, y los Talleres Unidos de la Izquierda u Obmás encabezada por Nikolái Ladovski. Un tercer departamento independiente, llamado Arquitectura Experimental, surgió en la temporada 1924/1925, encabezado por los constructivistas Konstantín Mélnikov y Ilyá Gólosov. A través del curso básico, el arte arquitectónico como el constructivismo y suprematismo, también se convirtieron en importantes influencias en los planes de estudios del diseño arquitectónico.
Las dos escuelas de arquitectura de la época que había en Moscú eran la Universidad Técnica Estatal Bauman de Moscú (MVTU) encabezada por Aleksandr Kuznetsov (ru), y el Instituto de Ingenieros Civiles encabezado por los hermanos Vesnín. Esta última se fusionó con MVTU en 1924, y también se propuso que se fusionara MVTU con Vjutemás en 1924, en un esfuerzo por consolidar la enseñanza de la arquitectura. Después de la fusión, las facultades diseño industrial y artístico mantuvieron su orientación aunque el Vjutemás, después de la adquisición de la institución, se centró más en la ingeniería. El MVTU era la más fuerte escuela exponente el constructivismo en la arquitectura, mientras que Vjutemás se enfocaba principalmente en el arte y el diseño. Los miembros de la Unión de Arquitectos Contemporáneos (OSA) se dividieron entre MVTU y Vjutemás y participaron en las dos escuelas. OSA organizó la "Primera Exposición de Arquitectura Moderna" en la exposición de Vjutemás en 1927. Muchos de los profesores compartieron el empleo con otros colegios, y el cuerpo estudiantil era especialmente móvil. Vjutemás absorbió muchos estudiantes que, en un mundo mejor, habrían elegido otra profesión. Por ejemplo, Nadezhda Býkova (ru), nacida en 1907 y criada en Sérpujov, aspiraba a ser médico, pero como en ese momento, en Sérpujov, no era elegible para la admisión en la escuela de medicina, por lo que compró un billete para viajar a Moscú y en Vjutemás se unió a la clase de Ladovski. En 1932, diseñó su primera estación de metro que, finalmente, se convirtió en una de las arquitectas más prolíficas del Metro de Moscú. El sistema educativo, como la sociedad misma, era muy cambiante y se encontraba en constante ebullición.

### El Taller Académico
El departamento de arquitectura original del Vjutemás fue el "Taller Académico". Se trataba de un descendiente directo del Primer Taller de Arquitectura de Zholtovski, que duró de 1918 a 1919, y fue fuertemente influenciado por la personalidad de Iván Zholtovski y su equipo formado por Alekséi Shchúsev, e Iván Rylski. Zholtovski practicaba un peculiar estilo de educación, que implicaba largas conversaciones con grupos muy reducidos de alumnos (беседы Жолтовского), y al mismo tiempo, la aplicación de una rigurosa capacitación en delineación y composición clásica. Zholtovski creó una facultad organizada en dos niveles, compuesta por tres residentes y un grupo de "gestores" a tiempo parcial para la supervisión de un cuerpo de "maestros" instructores posgraduados (Ladovski, los hermanos Gólosov, Nikolái Dokucháiev y otros). La disolución de este sistema se inició en 1919, ante el establecimiento de Vjutemás.
Hacia el final de la Guerra Civil, algunos "maestros" descontentos prefirieron desplazarse de la línea de Zholtovski, practicando al mismo tiempo, el arte Modernista con numerosos sindicatos independientes.
El más importante de ellos, el Primer Sindicato Creativo (Первое Творческое объединение, Живскульптарх), fue en realidad, el de los arquitectos desempleados. En 1920, la facción consolidada en torno a Nikolái Ladovski (ahora el líder de la arquitectura racionalista) y la minoría neoclásica, se redujo a un pequeño grupo alrededor de Zholtovski. En 1923, Zholtovski abandonó el país durante tres años, renunciando a la presidencia de Vjutemás y entregándosela a Ladovski.

### El taller de Nikolái Ladovski

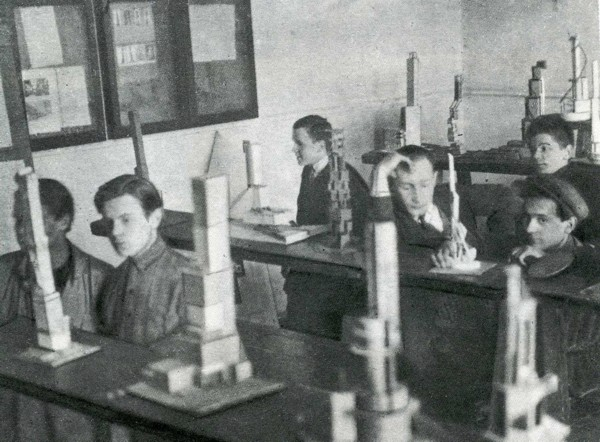
Estudiantes en Obmás con modelos de proyecto en la asignatura "Espacio".

En el comienzo del año académico 1920/1921, Nikolái Ladovski, junto con sus seguidores los instructores Nikolái Dokucháiev y Vladímir Krinski crearon Obmás. Obmás era el acrónimo para los Talleres Unidos de la Izquierda (Обмас, Объединенные левые мастерские), estos estudios estuvieron activos durante tres años y se hicieron cargo del Departamento de Arquitectura entero durante 1923.
Ladovski era conocido por sus métodos de enseñanza innovadores, en particular, por su declaración de que "el material básico de la arquitectura es el espacio". Su programa de entrenamiento era superficialmente similar a la formación clásica: en primer lugar, el estudio de un elemento arquitectónico particular del pasado; a continuación, utilizarlo en proyectos abstractos; y finalmente, aplicarlo a la arquitectura del mundo real en tareas arquitectónicas que van desde la costa de embarcaderos (1922-1923) hasta rascacielos (1923-1925). Para la sorpresa del mismo Ladovski, este programa se convirtió en una fuente de novedades arquitectónicas. En Obmás, fue formulado el concepto creativo del racionalismo, y los profesores y alumnos se distinguieron de otro grupos destacado dentro de la escuela, los constructivistas.
En 1923, Ladovski fundó otro grupo racionalista, ASNOVA, Asociación de nuevos arquitectos (АСНОВА, Ассоциация новых архитекторов). Entre 1925 y 1930 el departamento de Ladovski en Vjutemás-Vjuteín y los hermanos Vesnín, dividido entre Vjutemás y MVTU, participaron en una competencia profesional de proyectos de estudiantes, que luego separó las cepas más racionalistas y constructivistas de la arquitectura de vanguardia. Tal vez, la más notoria de las obras producidas en este taller fue la Ciudad Flotante de Gueorgui Krútikov, su proyecto de graduación de 1928.

### El Taller Constructivista
Los estudiantes de Aleksandr Vesnín produjeron varios diseños innovadores con interesante contraste con los productos del taller de Ladovski. Por ejemplo, el proyecto de Lidia Komarova de un cuartel general de la Comintern estaba revestido de vidrio, con estructura cilíndrica  que prefiguró el trabajo high-tech, más tarde en el siglo. Mientras tanto Sokolov diseñó, en virtud de Vesnín, un plan en 1928 para "hoteles-resort" establecidos en el campo como vainas de vidrio, que se convirtió en un prototipo para el desurbanismo soviético. El proyecto de graduación más famoso fue el "Instituto de Lenin" de Iván Leonídov en 1927, producido bajo Moiséi Guinzburg. Uno de los estudiantes, Kirill Afanásiev al observar las relaciones estrechas que se habían desarrollado y el alto nivel de atención por parte de los profesores, afirmó que, «Los estudios Vesnín (de Aleksandr y Leonid Vesnín en Vjutemás, y de Víktor Vesnín en MVTU) fueron el corazón del Constructivismo soviético» Las reuniones se produjeron fuera de la escuela, en el apartamento de Vesnín, que atrajo visitas desde el extranjero, incluido Le Corbusier, entre otros.

### La Nueva Academia
Konstantín Mélnikov, que había sido profesor en Vjutemás desde 1920, e Ilyá Gólosov formaron un taller conjunto conocido como la Nueva Academia y Taller Número 2. Estos estudios fueron conocidos por su enfoque individualista. Mélnikov y Gólosov resistieron los campos academicistas como los de izquierda, pero adoptaron aspectos de término medio entre el clasicismo de Zholtovski y el racionalismo de Ladovski. Las consignas de la Nueva Academia fueron redactadas por Mélnikov y Gólosov en 1923, continúa en la polémica con respecto a otros departamentos de la misma escuela y la dialéctica entre lo viejo y lo nuevo, la forma y la imitación, la ausencia y la decadencia, el principio y el final. Una de las cosas que decía la consigna era: "La verdadera marca de la NUEVA arquitectura no es sólo la reutilización formas, sino que se basa en y a través de la reutilización de las gradaciones perceptuales establecidas de la VIEJA arquitectura". En el diseño, Mélnikov fue un éxito indiscutible, pero en Vjutemás se encontró con un clima menos favorable. En 1924, el departamento de arquitectura hizo un esfuerzo en la simplificación de organización, y la gestión fusionó la Nueva Academia con los Talleres Académicos. Mélnikov salió de Vjutemás habiendo perdido el programa que había creado y dirigido. En el otoño de 1924, se le ofreció a Mélnikov el puesto de presidente del Departamento de Metales, pero él no aceptó. Mélnikov se distanció de la escuela en este momento, pero no fue completamente removido; ya que exhibió junto a otros estudiantes y profesores en la Exposición de Artes Decorativas de 1925 de París.

## La visita de Lenin
Vladímir Lenin firmó un decreto para crear la escuela a pesar de que su atención se centró en el arte más que en el marxismo. Tres meses después de su fundación, el 25 de febrero de 1921, Lenin fue a Vjutemás a visitar a la hija de Inessa Armand y a conversar con los estudiantes, donde en un debate sobre el arte encontró una afinidad entre ellos con el Futurismo. Él consideraba en primer lugar el arte de vanguardia, tales como la pintura suprematista, y no aprobaba en su totalidad la misma, ya que expresaba su preocupación por la relación entre el arte de los estudiantes y la política. Después de la discusión, lo aceptó y dijo, "Bien, los gustos difieren" y "Yo soy un hombre viejo".

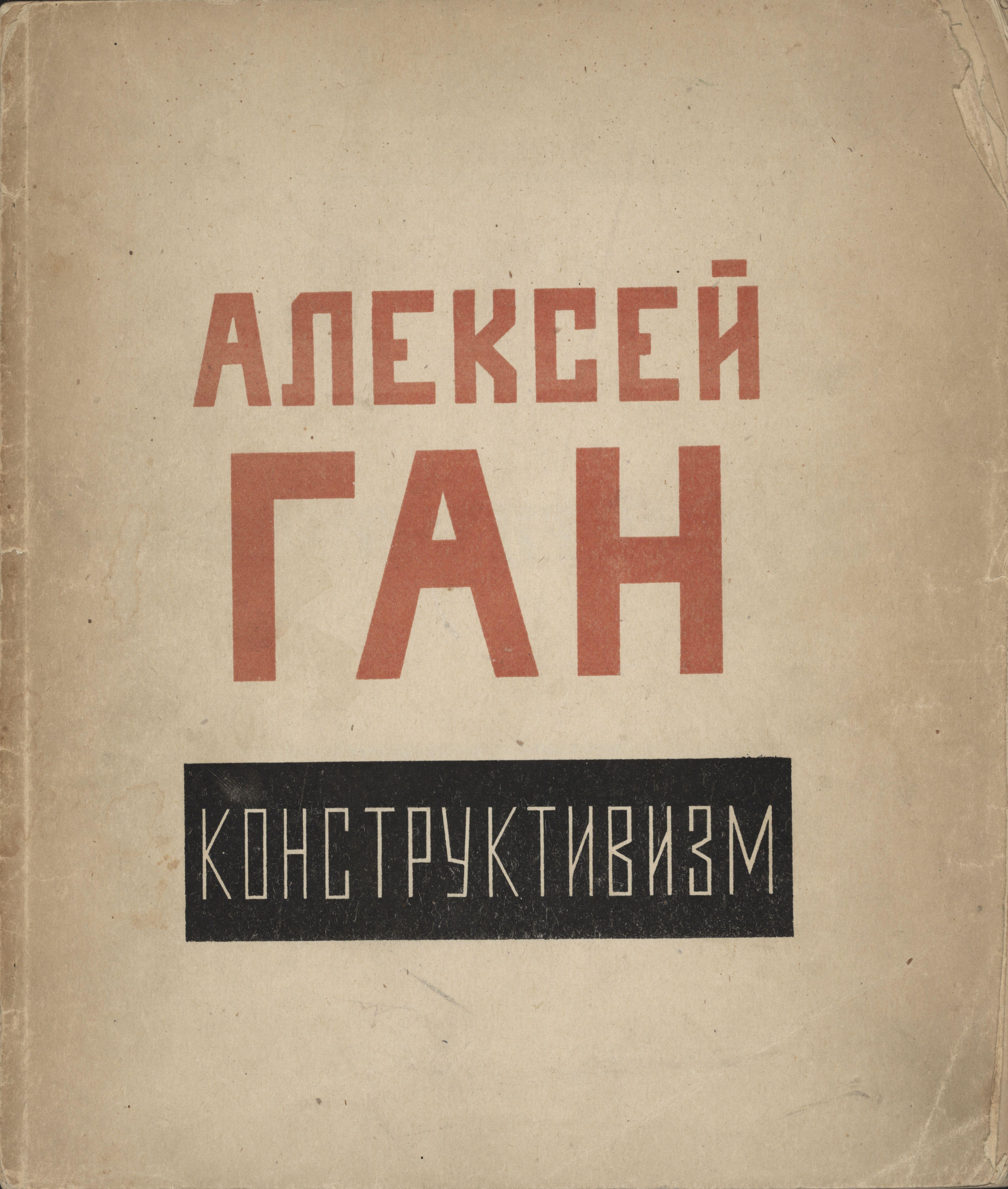
Portada del libro Constructivismo de Alekséi Gan. 1922

Aunque Lenin no era un entusiasta del arte de vanguardia, los docentes y alumnos de Vjutemás realizaron proyectos en honor a él y siguieron sus políticas. El trabajo final de Iván Leonídov en Vjutemás fue su diseño para el Instituto Lenin de Bibliotecología. El Monumento a la Tercera Internacional de Vladímir Tatlin fue construido por los estudiantes y fue mostrado en su taller en San Petersburgo. Por otra parte, el Mausoleo de Lenin fue diseñado por el miembro del profesorado Alekséi Shchúsev. El libro Constructivismo de Alekséi Gan, publicado en 1922, proporcionó un vínculo teórico entre las nuevas artes y las políticas emergentes contemporáneas, conectando el constructivismo con la revolución, y el marxismo. El decreto de fundación incluyó una declaración en la que los estudiantes tienen una "educación obligatoria en la literatura política y en los fundamentos de la visión del mundo comunista en todos los cursos". Estos ejemplos ayudan a justificar los proyectos de la escuela en términos de los requisitos políticos del principio aunque otros lo plantearon en toda la existencia de la escuela.

## Comparaciones y relación con la Bauhaus
Vjutemás tuvo un estrecho paralelo con la Bauhaus alemana, en su intención, organización y alcance. Las dos escuelas fueron las primeras en formar a diseñadores-artistas en una forma moderna, casi como la conocemos hoy en día. Ambas escuelas fueron patrocinadas por el estado, las iniciativas de fusionar la tradición artesanal con la tecnología moderna, con un Curso Básico de principios estéticos, cursos de teoría del color, diseño industrial y arquitectura. Vjutemás fue una escuela más grande que la Bauhaus, pero tuvo mucha menos publicidad y en consecuencia, es menos familiar en Occidente. La influencia de Vjutemás fue expansiva, sin embargo, la escuela exhibió dos estructuras por el profesorado y trabajos de estudiantes premiados en la Exposición de Artes Decorativas de 1925 de París. Además, Vjutemás atrajo el interés de varias visitas del director del Museo de Arte Moderno, Alfred Barr. Con el internacionalismo de la arquitectura y el diseño moderno, hubo muchos intercambios entre Vjutemás y Bauhaus. El segundo director de la Bauhaus, Hannes Meyer, trató de organizar un intercambio entre las dos escuelas, mientras que Hinnerk Scheper-Hughes de la Bauhaus colaboró con varios miembros de Vjuteín en el uso del color en la arquitectura y sometió a una crítica reflexión, mediante una carta abierta a los alumnos, las tendencias académicas de Vjutemás. Además, El Lissitzky, que visitó varias veces la Bauhaus, publicó un libro, Rusia, una Arquitectura para la Revolución Mundial, en alemán en 1930, donde figuran varias ilustraciones de proyectos destacados de Vjutemás/Vjuteín. Otra conexión entre Vjutemás y Bauhaus fue la visita que Kazimir Malévich realizó a la Bauhaus en 1927, donde expuso sus cuadros y publicó en la serie de la Bauhaus, Bauhausbücher, un libro titulado Die Gegenstandslose Welt (El mundo sin objetos), una recopilación de ensayos ya publicados entre 1920 y 1926 en Rusia. Como, por ejemplo, el ensayo Suprematismo. El mundo como no-objetividad de 1922. Ambas escuelas florecieron en un período relativamente liberal, y se cerraron bajo la presión, cada vez mayor, de los regímenes totalitarios.

## Vjuteín
Ya en 1923, Aleksandr Ródchenko y otros publicaron un informe en la revista LEF (ЛЕФ, Левый фронт искусств, Frente de izquierdas del Arte), donde se predijo el cierre Vjutemás. Fue en respuesta al fracaso de los estudiantes para introducirse en la industria y fue titulado El Desglose de Vjutemás: Informe sobre el Estado de los Talleres Superiores del Arte y de la Técnica. Afirmó que la escuela estaba "desconectada de la ideología y prácticas de las tareas de hoy". En 1927, la escuela modificó su nombre: "Talleres" fue sustituido por "Instituto" (Вхутеин, Высший художественно - технический институт), o Vjuteín. En virtud de esta reorganización, el contenido "artístico" del curso básico se redujo a un término, cuando en un momento que era de dos años. La escuela tuvo un nuevo Rector, Pável Novitski, quien tomó el cargo después del pintor Vladímir Favorski en 1926. Durante la dirección de Novitski, las presiones políticas externas aumentaron, incluyendo el decreto de la "clase trabajadora" y una serie de evaluaciones externas por parte de la industria.

## Cierre del Vjutemás/Vjuteín
En 1930, por resolución del gobierno se disuelve el Vjutemás y es reemplazado por varias escuelas o institutos especializados, entre ellos el MVTU con el que formó el Instituto de Arquitectura y Construcción de Moscú, que se transformó en Instituto de Arquitectura de Moscú en 1933, el Instituto Poligráfico de Moscú, la Facultad de Bellas Artes, el Instituto Textil de Moscú. El Movimiento Modernista que el Vjutemás había ayudado a generar, se consideró críticamente como formalismo abstracto, y se separó históricamente por el realismo socialista, el postconstructivismo, y el estilo Imperio estalinista de la arquitectura estalinista. Junto con el fin del Vjutemás se desvanece la vanguardia rusa en el campo de las artes plásticas.